# Mauritz Sture
Mauritz Sture, född 24 november 1552 på Nyköpings slott, Södermanland, död 14 mars 1592 i Mörkö församling, Södermanland, var en svensk greve och riksråd.

## Biografi
Mauritz Sture föddes 1552 på Nyköpings slott. Han var son till riksmarskalken Svante Sture och Märta Eriksdotter (Leijonhuvud). När fadern och hans äldre bröder Nils och Erik dödades av Erik XIV befann sig han i Holland. Han blev 1571 hovjunkare hos kung Johan III och 1579 häradshövding i Hölebo härad. 1582 blev han furstligt råd hos hertig Carl, 1586 blev han riksråd. Han följde med till kungamötet i Reval 1589 och kom där att hamna i motsättning till såväl Johan III som hertig Carl. Han dog 1592 på Hörningsholms slott och begravdes bredvid sin fru i Mörkö kyrka.
Sture var greve till Stegeholm och Västervik, friherre till Hörningsholms slott och herre till Eksjö, Örboholm och Tullgarns slott.

### Familj
Sture gifte sig 10 september 1581 i Stockholm med Anna Claesdotter Horn af Åminne. Hon var dotter till amiralen Klas Horn af Åminne och Kerstin Krumme. De fick tillsammans barnen furstliga rådmannen Svante Sture (1587-1616) och ryttmästaren Claes Sture (död 1616).